# Udo Fink (Jurist)
Udo Fink (* 19. Dezember 1957 in Saarbrücken) ist ein deutscher Jurist und Hochschullehrer an der Johannes Gutenberg-Universität Mainz.

## Leben
Fink begann 1978 an der Universität des Saarlandes ein Studium der Rechtswissenschaften, das er dort 1984 mit dem Erwerb des Ersten Juristischen Staatsexamens auch abschloss. Danach arbeitete er während seines Referendariats am Saarbrücker Seminar für Völkerrecht, 1987 legte er sein Zweites Staatsexamen ab. 1991 schloss Fink an der Universität des Saarlandes bei Joachim Burmeister seine Promotion ab. Diese Arbeit erhielt 1993 den Dr. Eduard-Martin-Preis der Universität des Saarlandes für die beste Promotion im Fach Rechtswissenschaft. 1996 habilitierte Fink sich an der Universität zu Köln und erhielt damit die venia legendi für die Fächer Staatsrecht, Verwaltungsrecht und Völkerrecht.
Noch im selben Jahr trat Fink seine erste ordentliche Professur an der Universität Göttingen an, wo er vier Jahre lang den Lehrstuhl für Öffentliches Recht und Völkerrecht insbesondere Internationales Wirtschaftsrecht bekleidete. 2000 wechselte er an die Universität Mainz, wo er seitdem den Lehrstuhl für Öffentliches Recht, Völkerrecht, Europarecht und Internationales Wirtschaftsrecht innehat. Seit 2011 ist er stellvertretender Direktor des Mainzer Medieninstituts. Zudem ist Fink seit 2002 Direktor der Schule des deutschen und des polnischen Rechts an der Jagiellonen-Universität in Krakau. Außerdem war er mehrfach Gastprofessor, unter anderem am Trinity College Dublin, der Louis D. Brandeis School of Law an der University of Louisville und der Universität von Macau.
Fink ist Gründungsmitglied im 1994 gegründeten „Verein zur Förderung des deutschen & internationalen Wissenschaftsrechts“. Er ist verheiratet und Vater zweier Töchter.

## Werke (Auswahl)
- Selbstbestimmung und Selbsttötung - Verfassungsrechtliche Fragestellungen im Zusammenhang mit Selbsttötungen. Carl Heymanns Verlag, Köln 1992, ISBN 978-3-452-22233-6. (Dissertation)
- Kollektive Friedenssicherung - Kapitel VII UN-Charta in der Praxis des Sicherheitsrats der Vereinten Nationen. Verlag Peter Lang, Frankfurt am Main 1999, ISBN 978-3-631-32955-9. (Habilitationsschrift)
- Udo Fink, Mark D. Cole, Tobias Keber: Europäisches und Internationales Medienrecht. C.F. Müller, Heidelberg 2008, ISBN 978-3-8114-4064-7.